# Зональная дезинтеграция горных пород вокруг подземных выработок
Зональная дезинтеграция горных пород вокруг подземных выработок — физический эффект, который проявляется «вокруг подземных выработок, расположенных на глубине, где гравитационная составляющая напряжений близка к пределу прочности пород на одноосное сжатие либо превышает его, и происходит образование кольцеобразных чередующихся зон относительно ненарушенных и разрушенных пород». Явление противоречит представлениям классической механики горных пород и массивов, согласно которым движение фронта запредельного деформирования (разрушения, дезинтеграции) реализуется от контура выработки вглубь массива с образованием зон пластического, упруго-пластического и упругого состояний горных пород.
Вероятно, впервые эффект наблюдался в золоторудной шахте в Южной Африке, затем он был независимо открыт и описан в СССР. Существует большое количество научных работ различных авторов, в которых представлены различные аспекты явления. Тем не менее, адекватная физическая модель и теория явления не созданы. Взамен предложены многочисленные гипотезы, которые не верифицированы.

## Гипотезы о механизме явления
Парадоксальность явления инициировала появление гипотез, категорично или неявно отвергающих его физическую реальность.
Для интерпретации явления использовались многие математические модели механики сплошных и дискретных сред. Принципиальный недостаток этого подхода заключается в абстрагировании от реальной структуры вещества: бесконечно малые объёмы (дифференциалы) со времён Сен Венана не учитывают реальные физические процессы в веществе.
Для устранения недостатков моделей на основе механики сплошных и дискретных сред разработаны модели учитывающие структуру массива методами физической мезомеханики.
Гипотеза, выдвинутая на основе закономерностей периодического горного давления, выстроена на предположении об изгибе слоистого массива над выработкой.
Ещё одна гипотеза разработана по аналогии с автоволновыми химическими процессами. С использованием модуля масштабного фактора {\displaystyle a_{i}=2^{i/2}} предложены количественные параметры Курлени-Опарина явления: радиус начала зоны дезинтеграции {\displaystyle r_{i}}, толщина оболочки мелкомасштабной дезинтеграции {\displaystyle {\vartriangle }r_{i}} и пространственно-временная связь формирования зон: {\displaystyle r_{i}=r_{0}a_{i}}, {\displaystyle {\vartriangle }r_{i}=(0,05-0,11)r_{i}}, {\displaystyle {r_{i}}/{t_{i}^{1/2}}=const}, где {\displaystyle i} — номер зоны дезинтеграции, отсчитываемый от контура выработки, {\displaystyle r_{0}} — радиус выработки, {\displaystyle t_{i}} — время образования {\displaystyle r_{i}} зоны дезинтеграции.
С целью раскрытия природы явления зональной дезинтеграции горных пород вокруг подземных выработок и физического обоснования параметров Курлени-Опарина разработана гипотеза на основе закономерностей кластеризации вещества на наноуровне.